# Манукян Корюн Самсонович
Манукян Корюн Самсонович (нар. 17 жовтня 1964) — український закарпатський та вірменський кримінальний авторитет. Відомий під прізвиськами «Дід» або «Чорний».

## Життєпис
Про ранні роки Манукяна відомо мало. Ймовірно, він народився у Вірменії, далі довго жив у Херсонській області, згодом переїхав до Ужгороду. На початку 2000-х Корюна було засуджено до 12 років позбавлення волі за розбійний напад (ч.4 ст.187 КК України) і супутні злочини. Він відбував покарання в Дар'ївській виправній колонії № 10 на Херсонщині, після чого його перевели до ВК № 40 в Дрогобичі, де він отримав статус «смотрящего» за установою.
Після звільнення, у вересні 2010 року, Манукян залишився жити в Західній Україні, де став «смотрящим» на території Закарпатської області. Його вважали власником двох ужгородських ресторанів — «Ной» та «Jazve». Наприкінці 2014 року його через проблеми зі здоров'ям він відмовився від статусу «смотрящего» за Закарпаттям.
Неодноразово був заарештованим та засудженим. Манукян намагався стати головним «смотрящим» злочинних угруповань Закарпаття. З 2015 року намається отримати громадянство України.
В лютому 2019 року його було видворено й заборонено в'їзд до України терміном на 5 років, але в жовтні (за іншими даними — в травні) він літаком повернувся до України, використавши підроблені документи. Кожні 3-4 дні він змінював місце проживання.
Утретє його видворили в липні 2020 року, заборонивши в'їжджати до України до 2035 року, після цього він знову повернувся.
28 квітня 2020 року Манукяна було заарештовано. Його було доставлено до Вознесенського райсуду Миколаївської області, який ухвалив його затримання й утримання в Миколаївському пункті тимчасового утримання іноземців та осіб без громадянства (село Мартинівське) терміном на шість місяців з подальшим видворенням з країни. При виході з будівлі суду Манукян втік з-під варти.
30 квітня його було повторно заарештовано в Кривому Розі.
18 червня Манукяна було вчергове заарештовано — в Києві, після того, як він повернувся до України через пункт пропуску на Волинській митниці. 19 червня Манукяна було вчетверте видворено з України.